# Gail (Texas)
Gail è un centro abitato degli Stati Uniti d'America, situato nella contea di Borden dello Stato del Texas.
La città (e la contea) sono chiamati così in onore di Gail Borden Jr., di Houston, l'inventore del latte condensato. Gail Mountain si trova sul confine sud-ovest della città.